# Miguel Saturnino Aurrecoechea Palacios
Miguel Saturnino Aurrecoechea Palacios OFMCap (* 1. Januar 1904 in Villaverde; † 8. September 1997) war ein spanischer römisch-katholischer Ordensgeistlicher und Apostolischer Vikar von Machiques.

## Leben
Miguel Saturnino Aurrecoechea Palacios trat der Ordensgemeinschaft der Kapuziner bei und empfing am 6. Juni 1936 das Sakrament der Priesterweihe.
Am 19. Dezember 1955 ernannte ihn Papst Pius XII. zum Titularbischof von Doliche und zum Apostolischen Vikar von Machiques. Der Apostolische Nuntius in Venezuela, Erzbischof Raffaele Forni, spendete ihm am 27. Mai 1956 die Bischofsweihe; Mitkonsekratoren waren der Bischof von Maracaibo, Marcos Sergio Godoy, und der Apostolische Vikar von Coro, Francisco José Iturriza Guillén SDB. Aurrecoechea Palacios nahm an allen vier Sitzungsperioden des Zweiten Vatikanischen Konzils teil.
Papst Johannes Paul II. nahm am 10. März 1986 das von Miguel Saturnino Aurrecoechea Palacios aus Altersgründen vorgebrachte Rücktrittsgesuch an.